# Association of anti Virus Asia Researchers
AVAR (Association of anti Virus Asia Researchers) は、コンピュータウイルスの拡散と被害を防ぎ、アジア地区のアンチウイルス研究者の協力関係をより発展させるために1998年6月に設立された、アジア太平洋地区を活動拠点とする独立・非営利団体。AVARのメンバーは、オーストラリア、中国、香港、日本、韓国、台湾、インドそして米国のコンピュータセキュリティ専門家や企業で構成されている。